# Hymns to the Rising Sun
Hymns to the Rising Sun je kompilační album švédské death metalové kapely Amon Amarth. Album, které vyšlo 8. září 2010, obsahuje výběr nejlepších písniček z alb Once Sent from the Golden Hall (1998) a Versus the World (2002) až Twilight of the Thunder God (2008).

## Seznam skladeb
1. Twilight of the Thunder God
2. Guardians of Asgaard
3. Live for the Kill
4. Varyags of Miklagaard
5. Runes to My Memory
6. Cry of the Black Birds
7. Hermod's Ride to Hel - Loke's Treachery Part I
8. Asator (z With Oden on Our Side)
9. The Pursuit of Vikings
10. The Fate of Norns
11. Death in Fire
12. Where Silent Gods Stand Guard
13. Victorious March
14. Children of the Grave (Black Sabbath cover)

## Obsazení
- Johan Hegg – zpěv
- Olavi Mikkonen – kytara
- Johan Söderberg – kytara
- Anders Hansson – kytara
- Ted Lundström – baskytara
- Fredrik Andersson – bicí
- Martin Lopez – bicí